# سلامه حجازی

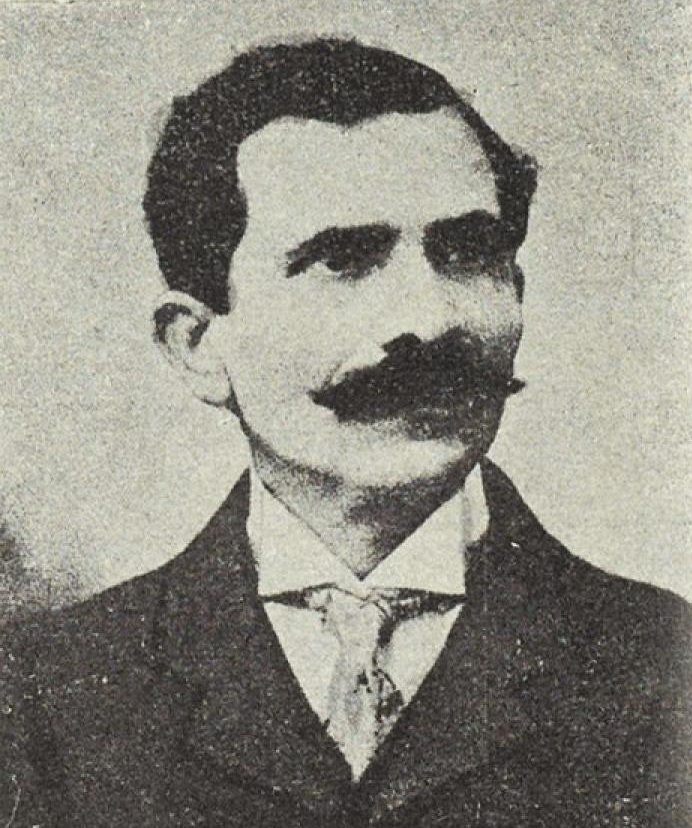

سلامه حجازی (انگلیسی: Salama Hegazi; ۱ ژانویهٔ ۱۸۵۲ – ۴ اکتبر ۱۹۱۷) خواننده، و آهنگساز اهل مصر بود. او از پیشگامان تئاتر موزیکال در مصر در نیمهٔ اول قرن بیستم بود.

## زندگی‌نامه

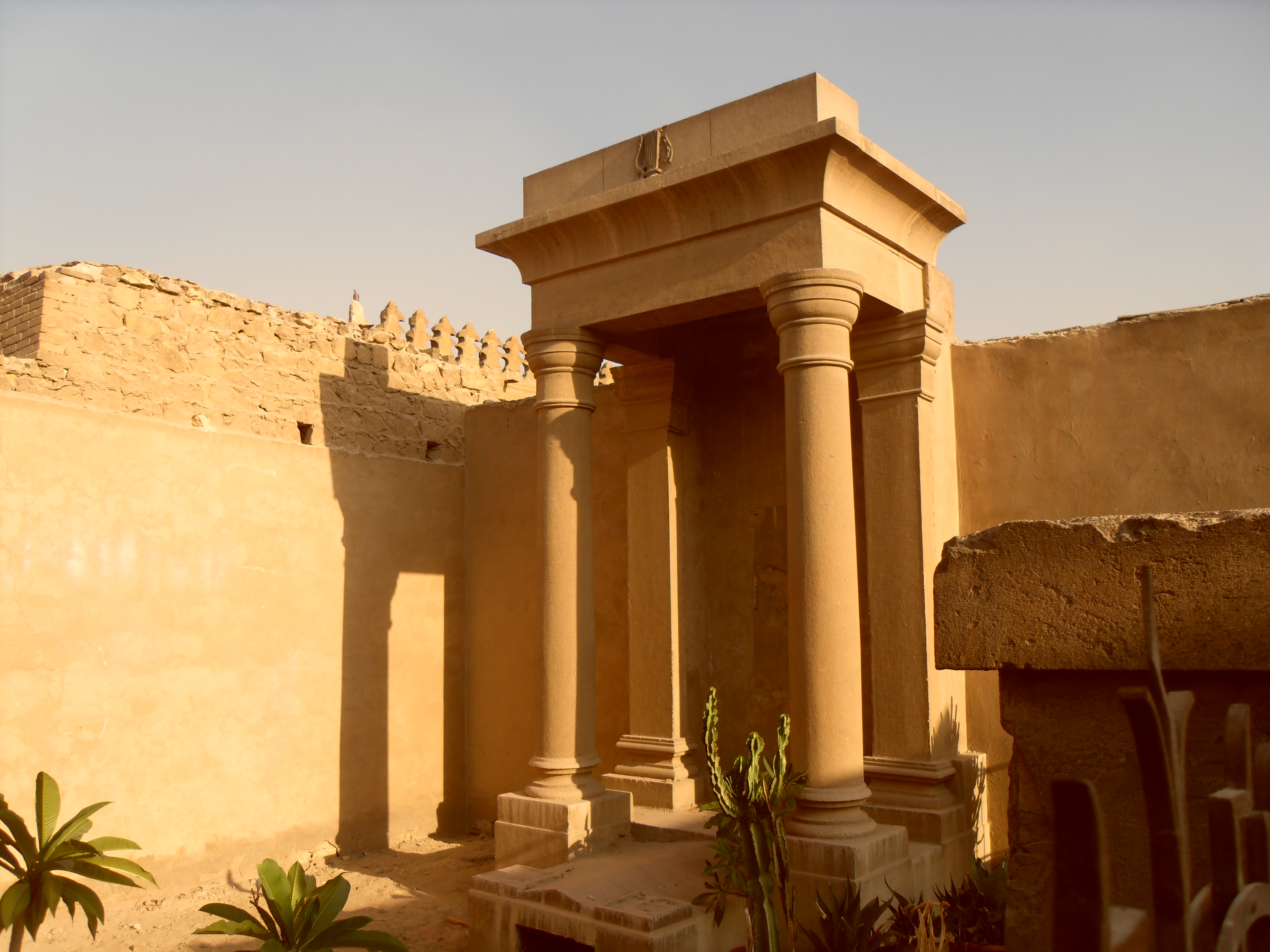
Tomb of Sheikh Salama Hegazi (1851-1917) © Fouad Gehad Marei (2009)

سلامه حجازی در سلامه ابراهیم هگازی در محله‌ای به نام الشیخ سلامه بدنیا آمد. او قرآن را آموخت و حفظ کرد. خیلی از خوانندگان معروف مصر مانند منیره مهدیه و محمد عبدالوهاب، آهنگ‌ها و موسیقی او را خوانده‌اند. وی سید درویش را که الهام‌بخش خود می‌دانست، ارتقا داد و بالا برد.